# 弗里達 (密歇根州)
弗里達（英語：Freda）是位於美國密歇根州霍頓縣斯坦頓鎮區的一個非建制地區。

## 地理
弗里達所處的海拔為高於海平面225米（即738英呎），而該地所採用的時區為UTC-5，即北美东部時區（EST）。同時該地設有夏令時間，為UTC-5調快一小時，即UTC-4（EDT）。